# Wi-Fi 6
| Thế hệ                                                                               | Chuẩn IEEE | Được phê duyệt lần đầu | Maximum link rate (Mbit/s) | Tần số vô tuyến (GHz) | Tần số vô tuyến (GHz) | Tần số vô tuyến (GHz) |
| ------------------------------------------------------------------------------------ | ---------- | ---------------------- | -------------------------- | --------------------- | --------------------- | --------------------- |
| Wi-Fi 8                                                                              | 802.11bn   | 2028                   | 100,000                    | 2.4, 5, 6, 42, 71     |                       |                       |
| Wi-Fi 7                                                                              | 802.11be   | 2024                   | 1376–46,120                | 2.4, 5, 6             |                       |                       |
| Wi-Fi 6E                                                                             | 802.11ax   | 2020                   | 574–9608                   | 6                     |                       |                       |
| Wi-Fi 6                                                                              | 802.11ax   | 2019                   | 574–9608                   | 2.4, 5                |                       |                       |
| Wi-Fi 5                                                                              | 802.11ac   | 2014                   | 433–6933                   | 5                     |                       |                       |
| Wi-Fi 4                                                                              | 802.11n    | 2008                   | 72–600                     | 2.4, 5                |                       |                       |
| (Wi-Fi 3)*                                                                           | 802.11g    | 2003                   | 6–54                       | 2.4                   |                       |                       |
| (Wi-Fi 2)*                                                                           | 802.11a    | 1999                   | 6–54                       | 5                     |                       |                       |
| (Wi-Fi 1)*                                                                           | 802.11b    | 1999                   | 1–11                       | 2.4                   |                       |                       |
| (Wi-Fi 0)*                                                                           | 802.11     | 1997                   | 1–2                        | 2.4                   |                       |                       |
| *Wi‑Fi 0, 1, 2 và 3 là những chuẩn được sử dụng phổ biến nhưng không có thương hiệu. |            |                        |                            |                       |                       |                       |

IEEE 802.11ax, được Wi-Fi Alliance đặt tên tiếp thị là Wi-Fi 6, là một tiêu chuẩn thông số kỹ thuật Wi-Fi và là tiêu chuẩn kế thừa của Wi-Fi 5. Tiêu chuẩn 802.11ax dự kiến sẽ được xuất bản vào tháng 2 năm 2021, được thiết kế để hoạt động trong các băng tần được miễn giấy phép từ 1 đến 6 GHz. Tất cả các thiết bị Wi-Fi 6 đều hoạt động trên băng tần 2,4 và 5 GHz. Ký hiệu mở rộng Wi-Fi 6E dành cho các sản phẩm cũng hỗ trợ chuẩn cao hơn 6 GHz.